# 피츠 글로리아
피츠 글로리아(Piz Gloria)는 스위스 베른고원의 뮈렌 근처 해발 2,970m의 쉴트호른 정상에 위치한 회전식 레스토랑이다.

## 개요
케이블카역과 레스토랑은 베른의 건축가 콘라드 볼프(Konrad Wolf)가 설계했다. 피츠 글로리아 레스토랑은 개점한 1969년 당시에도 이미 다른 레스토랑이 존재했지만, 세계 최초의 회전 레스토랑이라고 주장한다. (1962년에 문을 연 미국 워싱턴주 시애틀의 “Eye of the Needle”도 회전식 레스토랑이다.)
어려운 지형과 기후 조건을 감안할 때 건축재와 부품은 사전 제작되어야 했다. 원형 상층의 외피는 알루미늄-클래식 목재 패널로, 지붕은 원래 알루미늄으로 마감되었지만, 이후 코팅되었다. 직경 12m 코어와 3m 고리로 상층을 약 1시간 만에 완전히 회전시키는 회전 메커니즘을 통해 모든 손님이 차례로 전망을 볼 수 있다. 1990년에 레스토랑은 원래의 건축적 특성을 유지하면서 약 400명의 식사를 수용할 수 있도록 확장되었다.

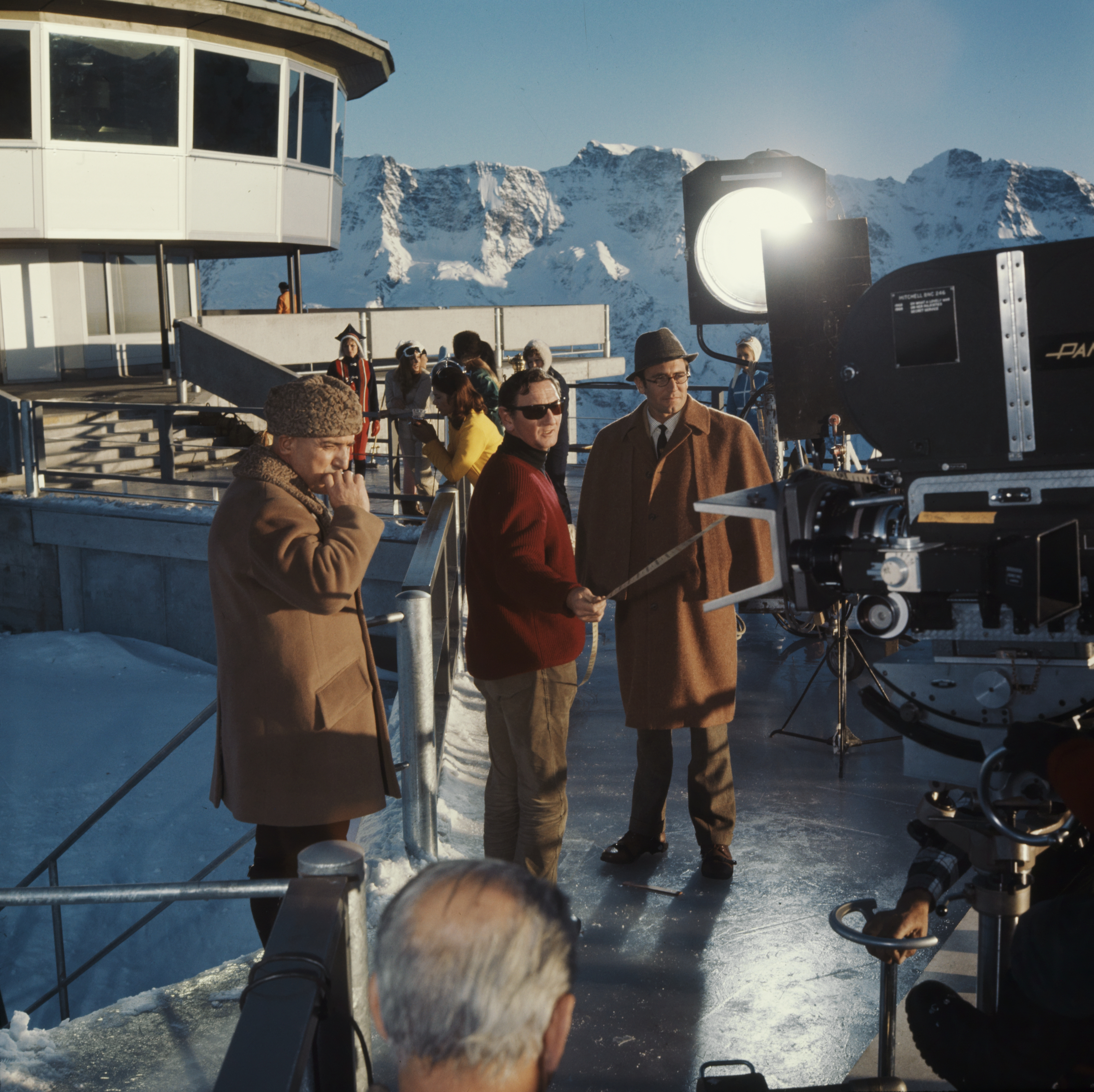
1968년 피츠 글로리아에서 On Her Majesty's Secret Service 촬영 당시

피츠 글로리아(Piz Gloria)라는 이름은 이안 플레밍의 제임스 본드 소설 “On Her Majesty's Secret Service” (1963)에서 유래했다. 이곳에는 악당 에른스트 스타프로 블로펠트(Ernst Stavro Blofeld)의 산꼭대기 은신처이자 알레르기 클리닉이 있다. 이야기에서 위치는 로만슈어가 사용되는 생모리츠 근처 엥가딘의 폰트레시나 위 어딘가에 있는 랑가드 산맥(Languard)이다.
피츠(piz)는 ‘산봉우리’를 뜻하는 지역 로만슈어 용어이다. 하지만 진짜 식당은 로만슈어가 통하지 않는 베르너 오버란트에 있다. (이곳은 독일어 통용 지역)
영화 제작팀은 영화(1969년 개봉) 속에서 중요한 역할을 하는 건물이 촬영 전용 레스토랑으로 부분적으로 건설되어 완공에 재정적으로 기여하게 된 것을 알게 되었다.
촬영이 끝난 후에도 레스토랑은 영화 촬영 당시의 이름인 ‘피츠 글로리아’라는 이름을 유지했으며, 현재 이 영화가 상업적 명성에 크게 기여했음을 인정한다. 아래층에는 기념품과 영화 클립이 포함된 ‘제임스 본드 전시장’이 있다. 2015년 7월, “007 명예의 발걸음”(007 Walk of Fame)라는 새롭고 더 큰 전시회가 열렸다. 조지 라젠비와 영화 제작진이 런칭에 참석했다.

## 같이 보기
- 미텔알라린